# Нижнерусское сельское поселение
Нижнерусское се́льское поселе́ние — муниципальное образование в Кукморском районе Татарстана Российской Федерации.
Административный центр — село Нижняя Русь.

## История
Статус и границы сельского поселения установлены Законом Республики Татарстан от 31 января 2005 года № 27-ЗРТ «Об установлении границ территорий и статусе муниципального образования "Кукморский муниципальный район" и муниципальных образований в его составе».

## Население
| 2010 | 2011 | 2012 | 2013 | 2014 | 2015 | 2016 |
| ---- | ---- | ---- | ---- | ---- | ---- | ---- |
| 849  | ↘848 | ↘821 | ↘809 | ↗810 | ↘788 | ↘770 |
| 2017 | 2018 |      |      |      |      |      |
| ↘761 | ↘748 |      |      |      |      |      |

## Состав сельского поселения
| № | Населённый пункт | Тип населённого пункта       | Население |
| - | ---------------- | ---------------------------- | --------- |
| 1 | Люгдон           | посёлок                      |           |
| 2 | Нижняя Русь      | село, административный центр |           |
| 3 | Старая Уча       | деревня                      |           |
| 4 | Танькино         | деревня                      |           |
| 5 | Урясьбаш         | село                         |           |